# Fabio González
Fabio González Estupiñán (ur. 12 lutego 1997 w Ingenio) – hiszpański piłkarz, grający na pozycji środkowego pomocnika w UD Las Palmas.

## Klub

### Początki i gra w rezerwach
Wychowywał się w UD Las Palmas, ale zanim trafił do pierwszej drużyny, grał w zespole Atlético, czyli w drugim zespole UD Las Palmas. W rezerwach zadebiutował 3 września 2016 roku w meczu przeciwko CF Villanovense (2:1 dla rezerw Las Palmas). Na boisku spędził cały mecz i dodatkowo w 72. minucie obejrzał żółtą kartkę. Łącznie w rezerwach zagrał 65 spotkań.

### Pierwszy zespół
Fabio González został przesunięty do pierwszego zespołu 1 lipca 2017 roku. Pierwsze spotkanie rozegrał 26 sierpnia 2017 roku w meczu przeciwko Atlético Madryt (1:5 dla klubu ze stolicy Hiszpanii). Zagrał 65 minut, został zmieniony przez Sergio Araujo, ponadto dostał żółtą kartkę. Jego klub w sezonie 2017/18 spadł z Primera División, zajmując przedostatnie, 19. miejsce. Pierwszą asystę zaliczył 21 października 2020 roku w spotkaniu Segunda División przeciwko CD Castellón (2:1 dla zespołu z Wysp Kanaryjskich). Asystę zaliczył przy golu Sergio Araujo w 49. minucie. Według stanu na 7 maja 2022 González rozegrał 77 spotkań i trzykrotnie zaliczał ostatnie podanie.